# Vulnerabilität
Der Begriff Vulnerabilität (von lateinisch vulnus „Wunde“ bzw. vulnerare „verwunden“) bedeutet „Verwundbarkeit“ oder „Verletzbarkeit“. Er findet in verschiedenen wissenschaftlichen Fachrichtungen Verwendung.

## Definition nach Disziplinen

### Ökonomie und Geographie
In der Geographischen Entwicklungs- sowie Risikoforschung wird das Konzept der Vulnerabilität/Verwundbarkeit seit den 1980er Jahren verwendet und hat seither verschiedene Weiterentwicklungen erfahren. Verwundbarkeit ist inzwischen zu einem zentralen Begriff in der Entwicklungsforschung und der Entwicklungszusammenarbeit geworden.
Im Prinzip ist das Verwundbarkeitskonzept eine Erweiterung herkömmlicher Armuts-Ansätze. Man erkannte, dass mit Armut allein die Entwicklungsprobleme und gesellschaftlichen Krisen in den sogenannten „Ländern des globalen Südens“ nicht hinreichend beschrieben und erklärt werden können. Armut – also der Mangel an Geld und Vermögenswerten – ist nur eine von vielen Ursachen und Ausdrucksformen gesellschaftlicher Benachteiligung.
Robert Chambers hat 1989 in einer Definition von Vulnerabilität dargelegt, dass Verwundbarkeit weit über Armut hinausreicht: Vulnerabilität meint nicht nur Mangel und ungedeckte Bedürfnisse, sondern einen gesellschaftlichen Zustand, der durch Anfälligkeit, Unsicherheit und Schutzlosigkeit geprägt ist. Verwundbare Menschen und Bevölkerungsgruppen sind Schocks und Stressfaktoren ausgesetzt und haben Schwierigkeiten, diese zu bewältigen. Diese Schwierigkeiten resultieren nicht nur aus einem Mangel an materiellen Ressourcen, sondern auch aus den Umständen, dass den Betroffenen die gleichberechtigte Teilhabe und Teilnahme an Wohlstand und Glück verwehrt wird, dass ihnen Unterstützung vorenthalten wird oder dass sie nicht ausreichend in soziale Netzwerke eingebunden sind. Vulnerabilität besitzt folglich nicht nur eine ökonomische bzw. materielle Dimension (Armut), sondern auch eine politische und soziale.
Verwundbar sein heißt also: Stressfaktoren ausgesetzt zu sein (externe Dimension), diese nicht bewältigen zu können (interne Dimension) und unter den Folgen der Schocks und Nichtbewältigung leiden zu müssen.
Verwundbarkeit muss als ein dynamischer Prozess verstanden werden. Betroffene können je nach Situation unterschiedlich verwundbar sein oder werden. Einzelne Phasen dieses Verwundbarkeitsprozesses reichen vom Stadium der Grundanfälligkeit (Phase der Bewältigung oder des Sich-Arrangierens) über mehrere Zwischenschritte bis hin zur existenziellen Katastrophe, die durch einen Kollaps der Lebensabsicherung und durch totale Abhängigkeit der Betroffenen von externen Hilfsmaßnahmen gekennzeichnet ist. Eine Hungerkatastrophe ist ein Beispiel für einen solchen Kollaps.
Vgl. in diesem Zusammenhang auch: Portal:Entwicklungszusammenarbeit

### Soziologie
In der Katastrophensoziologie wird ebenfalls an der Frage gearbeitet, wie der Schutz für potenziell Betroffene verbessert werden kann. Hierzu werden Indikatoren entwickelt, die Gefahren zu Schutzmöglichkeiten (einschließlich Selbstschutzmöglichkeiten) in Bezug zu setzen und für Gruppierungen von Menschen und für soziologisch abgegrenzte Räume zu erarbeiten.

### Theologie
In der christlichen Theologie wird Vulnerabilität derzeit in verschiedenen Fachdisziplinen (Gotteslehre, Christologie, Pastoral, Ethik) zu einem Schlüsselbegriff entwickelt. So wird in gesellschaftsrelevanten Themen wie Migration, Armutsbekämpfung, Widerstand gegen Rechtsextremismus, sexueller Missbrauch an Minderjährigen, Überwindung von Gewalt und Engagement für Menschenrechte eine neue Anschlussfähigkeit gewonnen. Theologischer Ausgangspunkt ist die Überzeugung, dass Gott in Jesus von Nazareth Mensch wird und sich damit freiwillig der menschlichen Verwundbarkeit aussetzt – von Geburt an (hohe Vulnerabilität von Säuglingen) über sein öffentliches Auftreten bis hin zum gewaltsamen Tod am Kreuz. Hiermit wird ein Kontrapunkt zu vorherrschenden Debatten gesetzt, wo meist versucht wird, Verwundungen zu vermeiden. Im Sinne der Vulnerabilität erfährt auch das Weihnachtsfest (Lukasevangelium 1,5-2,52; Matthäusevangelium 1,18-2,23) eine neue Deutung: Mit den Themen Geburt, Migration und Flucht steht es für die Bereitschaft, die eigene Verwundbarkeit aufs Spiel zu setzen, damit Andere vor Bedrohungen geschützt werden.
Die Theologie setzt darauf, dass aus dem Wagnis der Verwundbarkeit – und aus der tatsächlichen Verwundung – eine Macht wächst, die Leben stiftet, die beflügelt und inspiriert: Um zu leben, ist vielfacher Selbstschutz notwendig; um human zu leben, braucht es aber genauso das Annehmen der eigenen Verwundbarkeit. Vulnerabilitäten Anderer sind gleichzeitig so gut als möglich zu reduzieren. Menschen und ihre Gemeinschaften (Familie, Stadt, Staat, Religion usw.) stehen damit in verschiedensten Lebenskontexten vor der Doppelfrage: Wo ist es notwendig, sich selbst und die eigene Gemeinschaft zu schützen? Wo ist es notwendig, die eigene Verwundung zu riskieren?
Auch im interreligiösen Diskurs wird Vulnerabilität immer mehr als ein Schlüsselbegriff gesehen, dessen Bedeutung erst in Ansätzen erfasst ist.
Ute Leimgruber erforscht den Widerstand gegen Vulneranz in der katholischen Kirche. Der Begriff Vulneranz für Verletzungsmacht wird im kritischen Diskurs dem der Vulnerabilität gegenübergestellt.

### Psychologie
In der Psychologie wird Vulnerabilität als das Gegenteil von Resilienz betrachtet. Vulnerable Personen werden besonders leicht emotional verwundet und entwickeln eher psychische Störungen:
- Tendenz: aktiv, impulsiv, aggressiv und leicht zu ärgern
- Tendenz: von Routine gelangweilt und äußere Reize suchend;
- mangelnde Angst vor Konsequenzen der eigenen Handlungen;
- wenig Einfühlungsvermögen in die Gefühle anderer Menschen;
- unterdurchschnittlicher IQ.

Jeder Mensch durchläuft in seinem Leben mehrere vulnerable Phasen, wie zum Beispiel die Pubertät, in denen eine erhöhte Gefahr besteht, eine psychische Störung zu entwickeln. Siehe auch: Diathese-Stress-Modell.
Der in den USA verwendete, weitgehend negativ konnotierte Begriff der Generation Snowflake verweist auf die angeblich erhöhte Vulnerabilität und Empfindlichkeit der nach 1990 Geborenen.

### Medizin
In der Medizin bezeichnet Vulnerabilität die Anfälligkeit, an etwas zu erkranken (z. B. an einer Schizophrenie). Bei vielen Erkrankungen (gewissen Tumorleiden, psychiatrischen Erkrankungen, Autoimmunkrankheiten wie Allergien) wird die Anfälligkeit des Einzelnen, daran zu leiden, durch verschiedene, zusammenwirkende Faktoren bedingt (z. B. genetisch, psychosozial, expositionell – Schadstoffe, Rauchen). Siehe dazu auch Prädisposition und Diathese (Medizin). Im eigentlichen Wortsinn bedeutet Vulnerabilität hier aber auch die erhöhte Empfindlichkeit bzw. Verletzlichkeit von Organteilen oder der Haut gegen Berührungen (Kontaktvulnerabilität).
Die wahrgenommene Vulnerabilität ist der subjektive Glaube eines Menschen hinsichtlich der Wahrscheinlichkeit, mit der er von einer bestimmten Gesundheitsstörung betroffen sein wird.
Einschneidende Maßnahmen bis hin zu Einschränkungen von Grundrechten wurden im Zuge der COVID-19-Pandemie u. a. damit begründet, dass „vulnerable Personengruppen“ vor einer Infektion durch Coronaviren geschützt werden müssten, solange es weder einen Impfstoff noch bewährte Medikamente gegen COVID-19 gebe. Das Robert Koch-Institut stellte 2020 eine Liste mit solchen Gruppen zusammen und gab Verhaltensempfehlungen heraus.

### Informatik
In der Informatik ist mit Vulnerabilität meist eine konkrete Sicherheitslücke eines Computersystems oder Netzwerks gemeint, die sich durch einen Exploit ausnutzen lässt. Siehe auch Computersicherheit.

### Ökologie
Besondere Empfindlichkeit von Ökosystemen, Arten und Populationen gegenüber Umweltbedingungen – Gegensatz zu Resilienz. Bei der Anpassung von Ökosystemen an den langfristigen Klimawandel ist eine Verringerung der Verwundbarkeit durch eine Anpassung der Landnutzung und Infrastruktur eine Aufgabe der Raum- und Umweltplanung.

### Klimawandel
Gemäß der Definition des Weltklimarats (Intergovernmental Panel on Climate Change, IPCC) ist Vulnerabilität das Maß, zu dem eine Person, Region oder ein System gegenüber nachteiligen Auswirkungen von Klimaänderungen anfällig ist und nicht damit umgehen kann. Dabei wird die Vulnerabilität bzw. Verwundbarkeit als eine Funktion von Exposition (exposure), Sensitivität (sensitivity) und Anpassungsfähigkeit (adaptive capacity) verstanden:
- Exposition umfasst die Art und Intensität der Klimaänderungen wie Temperatur- oder Niederschlagsänderungen
- Sensitivität beschreibt das Ausmaß, zu welchem ein System oder Akteur durch die Klimaänderungen beeinflusst wird bzw. darauf reagiert
- Anpassungsfähigkeit umfasst die Fähigkeiten, Ressourcen oder institutionellen Kapazitäten von Systemen, Organisationen oder (einzelnen) Akteuren sich an sich verändernde Klimabedingungen und deren mögliche Folgen anzupassen und damit die Vulnerabilität zu reduzieren.

### Komplexitätsforschung
In der Komplexitäts- und Netzwerkforschung als anwendungsorientiert mathematische, transdisziplinäre Wissenschaften beschreibt Vulnerabilität die Beeinflussbarkeit dynamischer Netzwerke durch externe Schocks und ähnlich wie in anderen Disziplinen die Umkehrung des Resilienzbegriffs. Ihre Methodik kann auf diverse Phänomene der Vulnerabilität angewendet werden.